# Lago Scuro parmense
Il lago Scuro parmense è un lago naturale di origine glaciale che si trova al di sopra della vallata dei Lagoni in provincia di Parma, ha un'estensione di 11600 m2  e una profondità massima di 10,4 m

## Geografia
Il lago, situato a 1.527 metri d'altitudine nel comune di Corniglio, si trova nella parte occidentale del Parco nazionale dell'Appennino Tosco-Emiliano e fa parte anche del Parco regionale dei Cento Laghi. È collocato in un circolo glaciale dominato poco più a sud dal monte Scala (1717 m s.l.m) che divide la vallata dei Lagoni da quella di Badignana, entrambe comprese all'interno del parmense.
Di origine mista in parte morenica e in parte di esarazione, si estende su di una lunghezza massima di 130 m con  una larghezza che raggiunge i 100 m. Il lago non possiede immissari ed è quindi alimentato soltanto dall'apporto di acque sotterranee; ciò causa una variazione consistente delle dimensioni del lago stesso per cui capita non di rado che il livello delle acque sia inferiore a quello dell'inizio dell'emissario, denominato rio lago Scuro, che risulta dunque essere in secca per lunghi periodi.

## Fauna
La fauna è prevalentemente costituita da piccoli crostacei tra i quali sono degni di nota la Daphnia longispina e l'Eudiaptomus intermedius.
Da ricerche fatte i pesci risultavano del tutto assenti sino alla metà degli anni ottanta del XX secolo, mentre recentemente sono state rinvenute nelle acque del lago delle trote fario molto probabilmente immesse dall'uomo.

## Raggiungere il lago

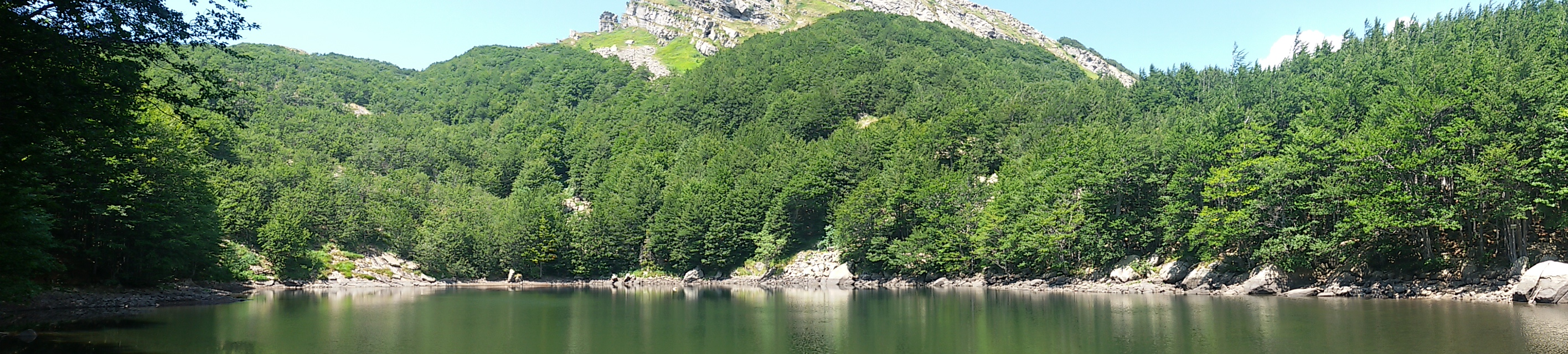
Panoramica del Lago Scuro parmense, sullo sfondo, il monte Scala

Il lago è raggiungibile dal Rifugio Lagoni (situato a quota 1350 metri, a circa 13 km da Corniglio, dotato di ristorante e di un parcheggio) a piedi seguendo il sentiero 711 che parte dalla riva destra del Lago Gemio Inferiore, il sentiero sale nella faggeta sino ad un bivio, svoltando a destra ci si immette nel sentiero 715 percorrendo il quale si giunge in pochi minuti al Lago Scuro.